# Henri Pirkkalainen
Henri Pirkkalainen (ur. 14 grudnia 1983) – perkusista fińskiego zespołu Excalion, jeden z jego pierwszych członków. Za swe ulubione zespoły podaje: Symphony X oraz Stratovarius, a muzyków między innymi: Russella Allena, Vesa Rantanena, Thomas Miller czy Jensa Johanssona.

## Życiorys
Grę na perkusji Pirkkalainen zaczął mając 13 lat. Jego pierwszym nauczycielem był wokalista Excalionu Jarmo Pääkkönen. Jego pierwsze zamiłowanie do bębnów szybko przeminęło, wyparte przez rysowanie i koszykówkę; dwa pozostałe hobby Henriego. Dopiero parę lat później, w 2000 roku, kiedy do szkolnej klasy przyszedł Timo Sahlberg, pierwszy basista Excalionu, Pirkkalainen znów zapałał miłością do perkusji. Początkowo trenował na utworach zespołów Helloween i Stratovarius, a potem wraz z członkami swej grupy, zaczął tworzyć własną muzykę.